# Beschermd stadsgezicht Groningen - Bloemenbuurt
Beschermd stadsgezicht Groningen - Bloemenbuurt is een van rijkswege beschermd stadsgezicht in Groningen in de Nederlandse provincie Groningen. Het beschermde gebied ligt in de wijk Oosterpark.

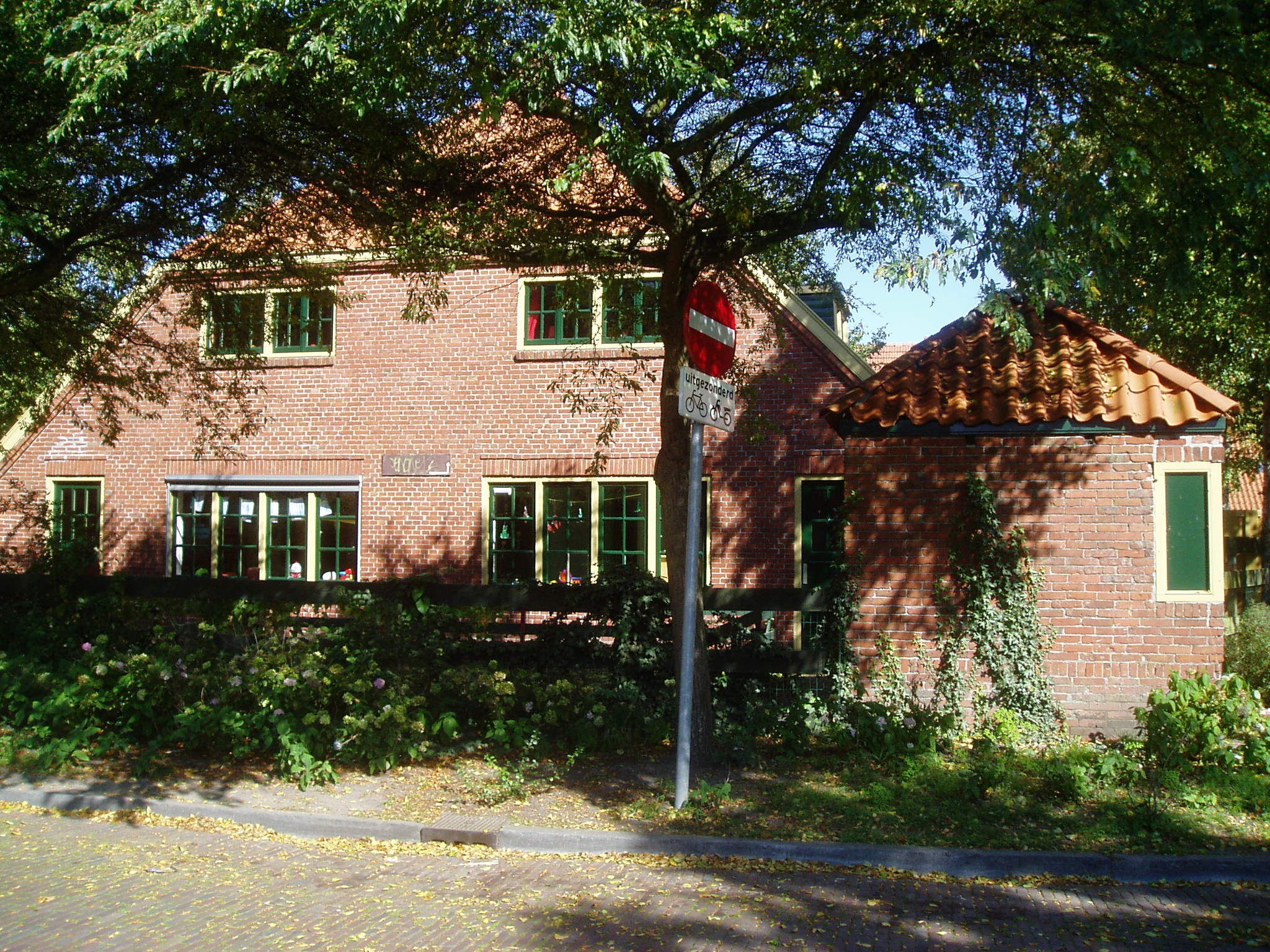
De boerderijtjes in de Bloemenbuurt

Middelpunt van het beschermde gebied is het zogenaamde  Blauwe Dorp, een complex bestaande uit op boerderijtjes lijkende woningen aan de  Lindenhof uit 1919 ontworpen door J.A. Mulock Houwer. Dit werd later uitgebreid met complexen ontworpen door S.J. Bouma.
Het beschermd stadsgezicht wordt begrensd door de Irislaan in het noorden, de Zaagmuldersweg in het westen, de Hortensialaan in het zuiden en de Oliemuldersweg in het oosten. De procedure voor aanwijzing werd gestart op 13 oktober 1998. Het gebied werd op 9 mei 2000 definitief aangewezen. Het beschermd gezicht beslaat een oppervlakte van 12,3 hectare.
Panden die binnen een beschermd gezicht vallen krijgen niet automatisch de status van beschermd monument. Wel zal de gemeente het bestemmingsplan aanpassen om nieuwe ontwikkelingen in het gebied te reguleren. De gezichtsbescherming richt zich op de stedenbouwkundige en cultuurhistorische waardering van een gebied en wil het toekomstig functioneren daarvan veiligstellen.